# Pawn (filme)
Pawn (Brasil: Crimes Cruzados ) é um filme de suspense policial produzido nos Estados Unidos, dirigido por David A. Armstrong e lançado em 2013. 

## Elenco
- Forest Whitaker como Will
- Michael Chiklis como Derrick
- Stephen Lang como Charlie
- Ray Liotta como Man in the Suit
- Nikki Reed como Amanda
- Common como Jeff Porter
- Marton Csokas como Lt Barnes
- Max Beesley como Billy
- Jonathan Bennett como Aaron
- Cameron Denny como Nigel
- Jessica Szohr como Bonnie
- Sean Faris como Nick Davenport
- Ronald Guttman como Yuri Mikelov
- Jordan Belfi como Patrick